# Имение
Име́ние — земельное владение с усадьбой. 
Ранее имением называли недвижимое имущество вообще.
В России по указу о единонаследии 1714 года под названием имения были объединены формально безусловные феодальные владения (хотя их владельцы начиная с 1555 года были обязаны поставлять ополчение пропорционально размеру земельного надела) — вотчины и условные (появившиеся в конце XV века — начале XVI века наследственные) — поместья.
Специальные виды имений — родовые, заповедные и майоратные — имеют историческое развитие, выделившее их в законодательстве Российской империи в особые виды поземельного владения.
В Российской империи, процессе приобретения имения или его залога одним из основных документов было свидетельство об имении выдаваемое губернскими гражданскими палатами. 
Пути приобретения и виды документов на право владения деревнями:
- Наследство от родителей по духовному завещанию;
- Дар от родственников (по дарственной или духовному завещанию);
- Раздел между братьями и сёстрами после смерти одного из родителей производился по раздельному акту (записи);
- Приданое за женой по сговорной записи;
- Покупка по купчей;
- Превращение просроченной закладной частному лицу в купчую;
- Покупка имений описанных за неуплату долгов с публичных торгов по купчей;
- Царское пожалование за военные заслуги (так называемые «выслуженные вотчины» и «выслуженные поместья») по жалованным или данным грамотам;
- Царское пожалование за особые заслуги по царскому указу[3].